# Cheiry
Cheiry là một đô thị trong huyện Broye thuộc bang Fribourg ở Thụy Sĩ.
Khu vực này được đề cập lần đầu năm 1184 trong tài liệu dưới tên Chirie.
Diện tích được mở rộng năm 2005 khi đô thị này nhận thêm đô thị cũ Chapelle.